# White Flag
Singles de Dido
One Step Too Far avec Faithless Life for Rent
Pistes de Life for Rent
Stoned
White Flag est le premier single extrait du second album de Dido, Life For Rent.
Il est écrit et composé par Dido, son frère Rollo et Rick Nowels. Sortie le 1er septembre 2003 cette chanson pop a rencontré un franc succès dans le monde entier et a contribué au succès de son second album écoulé à plus de 10 millions de copies[réf. nécessaire].
White Flag est devenu la signature musicale de Dido et représente l'un de ses plus grands hits.

## Distinctions
La chanson remporte le Brit Award du meilleur single britannique et est nommée pour le Grammy Award de la meilleure chanteuse pop,.

## Radio
White Flag a été la chanson la plus diffusée sur les radios françaises en 2003 avec 15554 diffusions.

## Videoclip
La video illustrant la chanson a été tournée à Los Angeles et notamment Hollywood Boulevard sous la direction de Joseph Kahn. Elle y accueille l'acteur David Boreanaz.

## Liste des titres
1. White Flag (Dido Armstrong, Rollo Armstrong, Rick Nowels)
2. Paris (Dido Armstrong, Rick Nowels)

## Au cinéma
Sauf indication contraire, les informations mentionnées dans cette section peuvent être confirmées par le générique de fin de l'œuvre audiovisuelle présentée ici, ainsi que par la base de données cinématographiques IMDb,  présente dans la section « Liens externes ».
- 2014 : Mommy de Xavier Dolan - bande originale

## Classements hebdomadaires
| Classement (2003-2004)                     | Meilleure position |
| ------------------------------------------ | ------------------ |
| Allemagne (Media Control AG)               | 1                  |
| Australie (ARIA)                           | 1                  |
| Autriche (Ö3 Austria Top 40)               | 1                  |
| Belgique (Flandre Ultratop 50 Singles)     | 3                  |
| Belgique (Wallonie Ultratop 50 Singles)    | 2                  |
| Danemark (Tracklisten)                     | 2                  |
| Espagne (PROMUSICAE)                       | 11                 |
| États-Unis (Billboard Hot 100)             | 18                 |
| États-Unis (Hot Adult Contemporary Tracks) | 2                  |
| Finlande (Suomen virallinen lista)         | 19                 |
| France (SNEP)                              | 5                  |
| Irlande (IRMA)                             | 2                  |
| Italie (FIMI)                              | 1                  |
| Norvège (VG-lista)                         | 1                  |
| Nouvelle-Zélande (RMNZ)                    | 12                 |
| Pays-Bas (Single Top 100)                  | 5                  |
| Portugal (AFP)                             | 1                  |
| Royaume-Uni (UK Singles Chart)             | 2                  |
| Suède (Sverigetopplistan)                  | 2                  |
| Suisse (Schweizer Hitparade)               | 2                  |

## Certifications
| Pays              | Certification |
| ----------------- | ------------- |
| Allemagne (BVMI)  | Or            |
| Australie (ARIA)  | Or            |
| Autriche (IFPI)   | Or            |
| Belgique (BEA)    | Or            |
| États-Unis (RIAA) | Or            |
| Royaume-Uni (BPI) | Platine       |

## Crédits
- Paroles : Dido
- Guitare basse : Audrey Nunn
- Production : Dido et Rollo Armstrong
- Clavier : Rick Nowels
- Guitare : : Rick Nowels
- Guitare électrique : Rusty Anderson
- Programmation : P*nut
- Arrangements cordes : Nick Ingman
- Arrangements : Gavin Wright